# Paličský potok
Paličský potok (německy Palitzer Bach) je drobný potok v Českém lese a Chebské pánvi v okrese Cheb v Karlovarském kraji, pravostranný přítok Stebnického potoka. Celý tok teče v přírodním parku Český les.
Délka toku měří 3,5 km.

## Průběh toku
Potok pramení v Českém lese v nadmořské výšce 570 metrů ve vesnici Palič, části obce Lipová v okrese Cheb. Z malého bezpřítokového rybníčku při jihovýchodní okraji vesnice teče potok mělkým údolím severním směrem. Podtéká železniční trať Plzeň–Cheb v úseku mezi Salajnou a Lipovou a přitéká do Horních Lažan. Po průtoku vesnicí mění směr na severozápadní a pokračuje do Dolních Lažan. Opouští Český les a přitéká do Chebské pánve. V Dolních Lažanech kdysi poháněla voda potoka dva mlýny, první stál při pravém, druhý při levém břehu. Po průtoku vesnicí v zatrubněném úseku podtéká náves a krátce nato se pod silnicí z Dolních Lažan do Lipové vlévá zprava do Stebnického potoka.